# Petru Lucinschi
Petru Lucinschi (Rădulenii Vechi, 27 gennaio 1940) è un politico moldavo.
È stato il secondo Presidente della Repubblica di Moldavia.

## Biografia
Petru Chiril Lucinschi (in lingua russa: Пётр Кириллович Лучинский, Pëtr Kirillovič Lučinskij; in lingua ucraina: Петро Кирилович Лучинський, Petro Kyrylovyč Lučyns'kyj) nacque nel villaggio di Rădulenii Vechi village, nella Contea di Soroca (attuale Distretto di Florești), in Moldavia. Nel 1977 divenne PhD in filosofia.
Dal 1971 Lucinschi fu membro del Comitato Esecutivo (Politburo) del Comitato Centrale del Partito Comunista della RSS Moldava.
Dal 1978 al 1989 fu primo segretario del ramo di Chișinău del Partito Comunista della Moldavia; nel 1978 Ivan Bodiul lo mandò a lavorare per il Partito Comunista dell'Unione Sovietica a Mosca, dove Lucinschi rimase fino al 1986. Dal 1986 al 1989, Lucinschi fu secondo segretario del Comitato Centrale del Partito Comunista del Tagikistan; al suo ritorno nella RSS Moldava nel 1989, divenne primo segretario del Partito Comunista della Moldavia.
All'inizio del 1991 lasciò di nuovo la Moldavia per recarsi a Mosca, dove si unì al gruppo direttivo dell'Unione Sovietica, divenendo segretario del Comitato Centrale del Partito Comunista dell'URSS.
Dal 1993 al 1997 fu Presidente del Parlamento della Moldavia.
Lucinschi fu eletto secondo Presidente della Moldavia nel 1996; il suo mandato terminò nel 2001, quando indisse un'elezione anticipata ed il Parlamento votò in favore di Vladimir Voronin.
Lucinschi era sposato con Antonina (deceduta nel 2006), insegnante in pensione, ed ha due figli: Sergiu e Chiril. Ancora oggi, Petru Lucinschi mantiene la cittadinanza russa.

## Presidenza
Il suo principale cavallo di battaglia è stato l'affermazione a livello nazionale della lingua moldava - su tutto il territorio nazionale, e specialmente nella capitale (Chișinău), dove nascevano sentimenti nazionalisti antirussi. La scolarizzazione in lingua moldava obbligatoria fu il mezzo attraverso il quale perseguì tale scopo, che aveva l'evidente finalità di far maturare una identità nazionale.
Tutto ciò nacque dalla formazione dello Stato moldavo, ovvero per autonoma decisione dell'ex Unione Sovietica e del suo successivo auto-smembramento. Si era dunque ben lontani dalla nascita di una coscienza moldava a cui avrebbe dovuto seguire la determinazione della propria indipendenza. La sudditanza a livello politico e a livello culturale da Mosca restava fortissima.
La sua politica di avvicinamento all'Unione europea è stata principalmente un tentativo più che altro finalizzato ad accedere ad agevolazioni ed aiuti economici  {{ senza fonte: che spesso hanno finito per incrementare solo le tasche di pochi ricchi moldavi e non, come nelle premesse, migliorare infrastrutture pubbliche e men che meno ad aiutare le fasce più bisognose della collettività moldava}}